# Télévision Algérienne
Télévision Algérienne (arabisk: التلفزيون الجزائري, algerisk tv) er en offentligt ejet tv-station i Algeriet. Det er den første tv-station ejet af den algeriske mediegruppe Public Establishment of Television (EPTV Group), der tillige ejer Canal Algérie, Algérie 3 og Coran TV 5.
Télévision Algérienne begyndte sine udsendelser den 24. december 1956, da Algeriet var en del af Frankrig. Tv-stationen har hovedkontor i Algier.